# الليلة الصامتة
الليلة الصامتة (بالألمانية: Stille Nacht) و (بالإنجليزية: Silent Night)‏ هي ترنيمة عيد الميلاد مسيحية نمساوية أنشأت في سنة 1818 وتم تلحينها من قبل فرانس إكزافير غروبر وكلمات جوزيف موير، تعتبر واحدة من أشهر ترانيم عيد الميلاد وتردد في الكنائس وبعدة لغات، في سنة 2011 أعلنت منظمة يونسكو بكون هذه الترنيمة كجزء من التراث الثقافي غير المادي.